# Saramaccaners
De Saramaccaners (Saramaccaans: Saamaka) zijn een marron-stam in Suriname. Marrons zijn voormalige slaven die vooral in de tweede helft van de 17de eeuw / begin 18de eeuw de bossen van Suriname in trokken en zich aanvankelijk vestigden langs de Boven-Surinamerivier en Saramaccarivier.  

## Geschiedenis
Een van de grondleggers van de Saamaka marrongemeenschap in Suriname is de 17e-eeuwse vrijheidsstrijder Kaási, leider van de ‘Kaásimarrons’ en aanvoerder van een vijfig jaar durende guerillastrijd tegen de Engels/Nederlandse plantagehouderij. De almaar groeiende groep van Marrons moest gedurende een halve eeuw steeds weer hun dorpen achterlaten teneinde dieper in het binnenland het leven opnieuw op te bouwen.
In 1762 sloot het koloniale gouvernement vrede met de Saramaccaners, een vrede die daarna nog enkele malen hernieuwing behoefde. Het onder invloed van Boston Bendt opgestelde vredesverdrag van de Saramaccaners bevatte afspraken over het periodiek leveren van geschenken -waardevolle goederen zoals ook kruit en vuurwapens- door de Nederlanders aan de Saramaccaners in ruil voor het terugbrengen van nieuwe gevluchte slaven door de Saramaccaners aan de Nederlanders. Beide groepen deden alle moeite om via tactische manoeuvres en onderhandelingen onder deze afspraken uit te komen.
De taal van de Saramaccaners, het Saramaccaans, wordt ook nu nog door meer dan 25.000 mensen gesproken en ontleent zijn woordenschat aan vooral het Portugees, het Engels, het Nederlands en talen uit Afrika ten zuiden van de Sahara. De taal kent ook een aantal Franse leenwoorden.
De Saramacca waren essentieel voor het vrachtvervoer in het binnenland in zowel Suriname alsook Frans-Guyana. In 1883 werd een overeenkomst gesloten tussen de gouverneur van Frans-Guyana en de granman van de Saramacca waarin de stam vrije toegang werd verleend in Frans-Guyana. Het gesloten akkoord is nog steeds van kracht.

## Spreiding bevolkingsgroepen

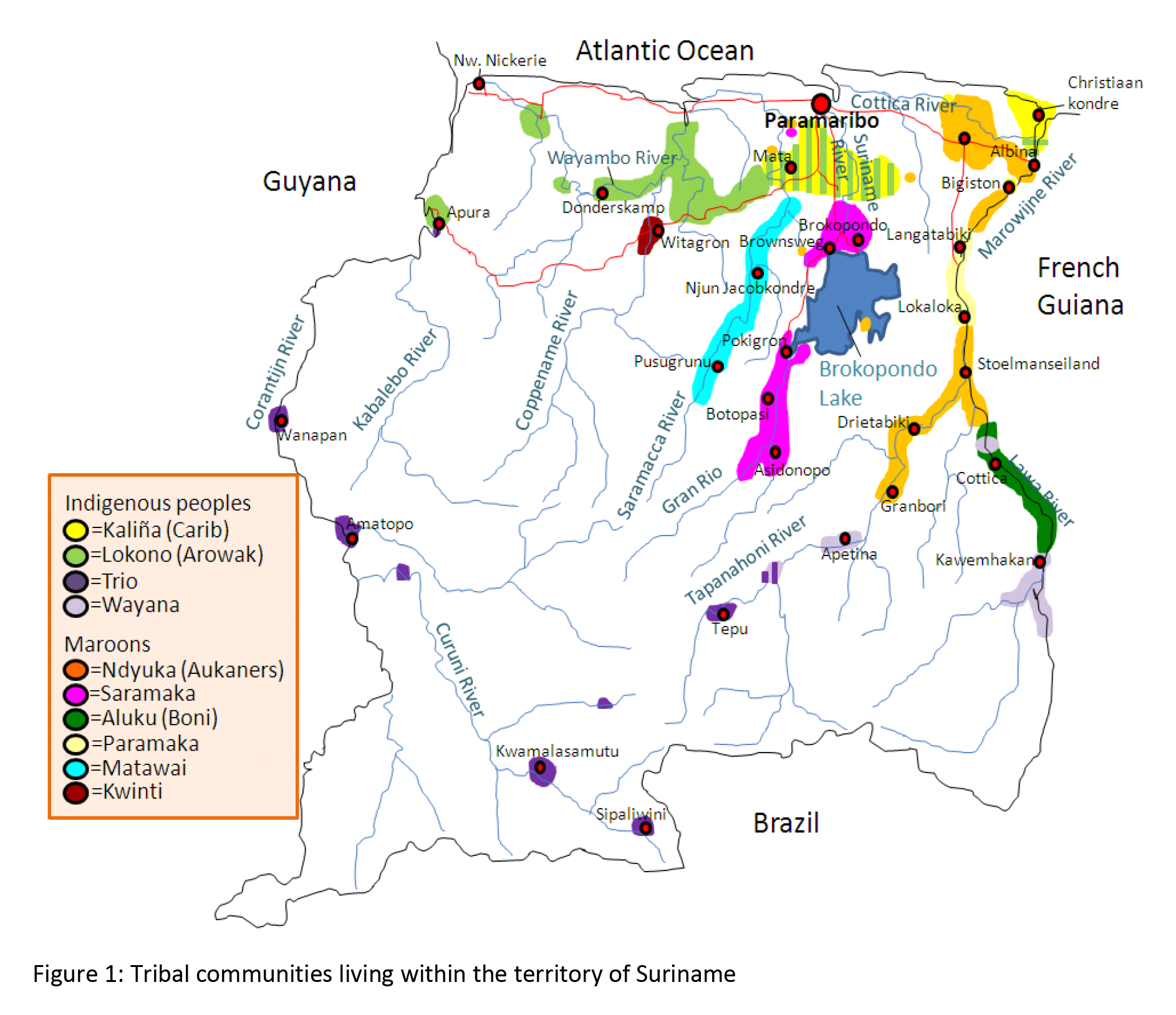
Spreiding van de inheemsen en marrons
Saramaccaners in het rozepaars

## Cultureel
Dans- en muziek vormen een belangrijk onderdeel van de Saramaccaanse cultuur. De beweging van de heupen en billen hebben een belangrijke rol in Afro-Surinaamse dansen in het algemeen, zoals de Banamba, die ook wel de Saramaccaanse schoonheidsdans wordt genoemd. Een ander bekende dansstijl is de Awasa.
Er zijn twee musea in Suriname die het Saramaccaans erfgoed voor de toekomst  bewaren. De grootste is het Saamaka Marron Museum in Pikin Slee aan de Boven-Surinamerivier. Een klein museum in Paramaribo is Saamaka Museum Mujee Wosu Dendu aan de Johan Adolf Pengelstraat.